# Klonäbbad barbett
Klonäbbad barbett (Semnornis frantzii) är en fågel i familjen tukanbarbetter inom ordningen hackspettartade fåglar.

## Utseende och läte
Tukanbarbetterna gör skäl för sitt namn med en näbbform som är ett mellanting mellan en amerikansk barbett och en tukan. Klonäbbad barbett är en brungul fågel med tjock silvergrå näbb och knubbig kropp. På ansiktet och halsen är den varmt ockrafärgad och på flankerna silvergrå. Lätet består av en märklig trumpetande duett. 

## Utbredning och systematik
Fågeln lever i fuktiga bergsskogar i Costa Rica och västra Panama. Den behandlas som monotypisk, det vill säga att den inte delas in i några underarter.

## Levnadssätt
Klonäbbad barbett förekommer i bergsskogar där den ofta ses i par, vanligen på medelhög till hög nivå i träden.

## Status och hot
Klonäbbad barbett har ett rätt litet utbredningsområde, men beståndet anses vara stabilt. Internationella naturvårdsunionen IUCN kategoriserar arten som livskraftig (LC). Beståndet uppskattas till mellan 20 000 och 50 000 vuxna individer.

## Namn
Fågelns vetenskapliga artnamn hedrar Alexander von Frantzius (1821-1877), en tysk läkare, antropolog och naturforskare boende i Costa Rica 1853-1868.